# 醍醐忠重
醍醐 忠重（だいご ただしげ、1891年〈明治24年〉10月15日 - 1947年〈昭和22年〉12月6日）は、日本の海軍軍人、貴族院議員。 海軍中将。爵位は侯爵。

## 来歴

### 誕生～海軍少尉
1891年10月15日に、東京市麹町区元園町で公卿華族（清華家）の醍醐侯爵家の嫡子(三男)として生まれる。父・醍醐忠敬は戊辰戦争において奥羽鎮撫副総督を務めたが、1899年に家督相続に絡む怨恨によって甥（忠敬の兄忠告の子）の格太郎に射殺された。この事件が大スキャンダルに発展してしまい、これが原因で醍醐家は没落、忠重は公卿摂家の一条家に引き取られて養育された。賀陽宮恒憲王は忠重の従兄弟にあたる。
1897年東京市麹町尋常小学校（現・麹町小学校）に入学。1900年に学習院初等科第三学年に転学し卒業。同年8月18日に侯爵家を継承し、侯爵となる。1906年に学習院中等科に進学。1909年9月11日に海軍兵学校（40期）へ入学、入校時の成績は150名中126位と下位だったが、学問や訓練に強い態度で臨み、1910年7月17日には海軍兵学校において品行優良章を授与される栄誉に輝く。
栄誉の日から丁度2年経った1912年7月17日に海軍兵学校を卒業、卒業時の成績は144名中17位だった。同日中に海軍少尉候補生として、装甲巡洋艦「吾妻」へ乗り組んで実習を重ねていく。同年12月5日、練習艦隊として遠洋航海へ向けて出発することとなり、醍醐は中南部太平洋方面へ巡航する。1913年4月21日に帰着すると、同年5月1日からは戦艦「敷島」へ乗り組んで勤務を続ける。その実績が評価され、同年12月1日には海軍少尉へ昇進する。

### 海軍中尉 ～ 海軍少佐
1914年1月15日には装甲巡洋艦「常磐」へ乗り組んで引き続き勤務し、1915年12月7日には横須賀鎮守府に配属、同年12月13日から海軍中尉に昇格するとともに海軍砲術学校の普通科学生、1916年6月1日からは海軍水雷学校の普通科学生としてそれぞれ採用された。これ以降、醍醐は様々な戦艦や潜水艦などに乗り組み、真珠湾攻撃まで艦長などを歴任していく。
同年10月14日、満25歳に達し貴族院侯爵議員に就任（1946年4月12日辞職）。同年12月1日に戦艦「金剛」、1917年4月1日には駆逐艦「浦風(初代)」に乗り組み、同年12月1日には第4潜水艇隊に配属されて勤務を重ねる。1918年11月2日には第13潜水艇隊に配属され、同年12月1日には海軍大尉へ昇進と同時に海軍水雷学校の高等科学生に進級する。1919年12月1日には第12潜水戦隊の潜水艦長に選ばれ、1920年4月20日には呉の防備隊にも配属される。同年9月15日からはついに潜水艦への乗り組みが開始され、同年12月1日には第26潜水艦へ乗り組む。この当時の醍醐は、短期間で何度も戦艦・駆逐艦・潜水艇に乗り組むことで、様々な勤務に着実に対応する力をつけていく。また、乗り組み開始日は12月1日に行われるケースが多かった。
1921年7月1日からは第27潜水艦の艦長に就任するが、僅か半年後の1922年3月15日からは、第27潜水艦艦長と共に海軍潜水校の教官を兼任することとなり、醍醐の多忙さは徐々に増していく。同年4月15日には練習艦隊参謀に参加するが、日頃の疲労からか同年5月30日の公務遂行中に重傷を負い、一命は取り留めたものの、長期休養を余儀なくされた。
1923年3月20日からは巡洋艦「阿蘇」の分隊長を務めたのち、同年5月15日には第57潜水艦の艦長、1924年5月10日には海防艦「浅間」の分隊長を務める。同年12月1日、海軍少佐へ昇進する。

### 海軍中佐 ～ 海軍大佐
1925年1月15日からは呂号64潜水艦の艤装員長を務めるが、僅か3ヶ月後に呂号64潜水艦長を務める。同年11月16日には海軍水雷学校教官時代の経験を買われ、戦艦「山城」の水雷長・分隊長を兼任する。戦艦「山城」での勤務は醍醐にとって大きく飛躍するきっかけとなり、僅か4年後の1929年11月30日に海軍中佐へ昇進すると共に、海軍水雷学校・砲術学校・潜水学校の各教官を兼任、陸軍重砲兵学校の教官に就任（1930年1月8日付）するなど、海軍はもとより陸軍からも最重要・軍隊に欠かせない地位を確立した。
海軍に存在する3つの学校を教官として所属するとともに、海軍中佐、さらに陸軍の学校にまで教官として招聘された醍醐は、さらなる多忙の日々を送る。そこへ、今度は同年12月16日から海軍通信学校の教官として招聘され、潜水隊として任務も隊長・艦長から司令へ昇進していく。1932年12月1日には第9潜水隊司令、1933年11月15日には第19潜水隊司令に着任、1934年11月15日には海軍大佐へ昇進、軽巡洋艦「夕張」の艦長へ就任した。

### 海軍少将 ～ 海軍中将・開戦

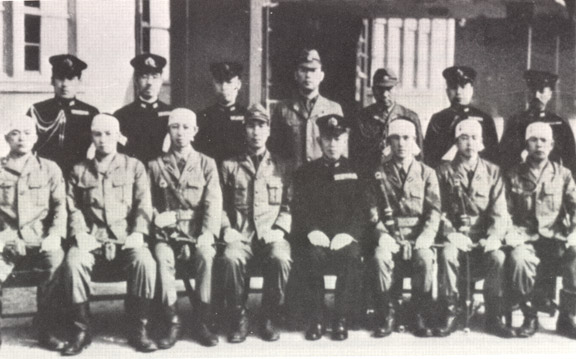
醍醐（前列左5人目）と回天搭乗員

1935年5月25日には、軽巡洋艦「那珂」の艦長、同年11月15日からは軽巡洋艦「球磨」の艦長、さらに1936年12月1日には海防艦「磐手」の艦長と、様々な巡洋艦・海防艦の艦長を歴任する。さらに1937年12月1日には重巡洋艦「高雄」艦長と海防艦「八雲」艦長を兼任、1938年1月25日には兼任を解かれた。1938年（昭和13年）6月には「足柄」艦長に転じ、同年12月に侍従武官に就任した。1940年11月15日には海軍少将へ昇進した。
1941年10月20日に、第5潜水戦隊の司令官に就任すると、同年12月8日に真珠湾攻撃が始まり、太平洋戦争（大東亜戦争）が勃発した。1942年7月14日には軍令部出仕で勤務する。同年8月31日には呉の潜水戦隊司令官に就任すると、これ以降は第11潜水戦隊司令官（1943年4月1日）などの各隊司令官を歴任する。同年10月20日には再び軍令部へ出仕され、同年11月1日に海軍中将へ昇進した。中将へ昇進後も各隊司令官への就任は続き、第22特別根拠地隊司令官（同年11月8日）、呉潜水戦隊司令官（1944年8月23日）などで海軍の幹部として指揮を取る。同年8月29日には呉の海軍潜水学校に校長として復帰した。

### 終戦 ～ 最期
日本軍の戦局が悪化していく1945年5月1日、醍醐は第六艦隊司令長官として海軍の指揮を取る。無私無欲、質実剛健な司令官として部下から慕われた。同年8月15日正午に終戦を迎える。終戦後も同年9月15日に旧海軍軍令部へ出仕され、同年9月25日に予備役へ編入された。第六艦隊司令長官として終戦を迎えた醍醐は、艦隊で保管していた約5万円の機密費の使途について検討した結果、1946年から部下などの手や郵送によって、醍醐の弔辞・香料と共に終戦まで出撃していった回天特別攻撃隊員の霊前に捧げられた。
同年12月、オランダ当局によってポンティアナック事件の容疑者として戦犯指名され、日本国内で逮捕、巣鴨刑務所へ収監された。醍醐は1943年から1年弱に渡って、第22特別根拠地隊司令官としてボルネオ・バリックパパンに滞在していたが、現地の華僑が抗日陰謀として日本陸海軍部隊が壊滅危機に陥ったため、自軍の安全維持のために処理作戦を行っていた。これが戦後になって大々的に報じられ、日本軍のトップである司令長官を務めていた醍醐が戦犯とされた。
その後、1947年にインドネシアへ身柄が移され、同年9月22日に最終裁判が行われた。その結果、同年10月3日に死刑判決が言い渡された。醍醐は自身に有利な事実があっても、他に危害が及ぶ資料を取り上げることを全て拒否して、最小限度の犠牲によって事態の解決を試みたが、最終的には死刑判決となった。死刑判決が言い渡されたあと、醍醐はポンティアナック監獄へ収容された。同年11月28日、公職追放仮指定を受け、そして同年12月4日、2日後の死刑執行を通達された際に以下のような遺書を残している。
```
皆様長い事御世話になりまして有難う。
九月二十二日約三時間の裁判あり、十月三日約五分間で判決、死刑の宣告を受け、
十二月六日午前八時死刑執行の旨、昨十二月四日午前申渡されました。
別段心の乱れることもなく、案外平常と異ならず誠に有難く思っております。
嘆願書誠に有難う。感涙にむせび拝読しました。
（中略）
何卒日本再建の各自の使命に全力を注がれ度し、私も霊界より又何遍も生れかはり、
日本再建に全力を注ぐつもりです。私の部下の戦死者遺族達の事も心に留められ度し。
```

同年12月6日午前7時過ぎ、醍醐は目隠しを拒否し、黒色の洋服を着用した上で羅紗の帽子を被り、刑場にて君が代を声高らかに歌った後に「天皇陛下万歳」を三唱した。そして同日午前8時、12名の銃手によって一斉に射撃が行われ、執行された。享年56。靖国神社内にある遊就館には、醍醐の遺品である海軍の軍帽が展示されている。

## 家族・親族
- 妻・顕子（公爵毛利元昭の娘）
  - 長男・忠宜
  - 次男・忠久
  - 長女・清子（南郷茂重夫人）
  - 次女・充子（子爵松平永芳夫人）
  - 三女・和子（山階鳥類研究所所長黒田長久夫人）

## 系譜

### 醍醐家
醍醐家（新家）は、一条昭良の子である醍醐冬基を始祖とし、九清華家の一家であった。

### 皇室との関係
後陽成天皇の男系九世子孫である。後陽成天皇の第九皇子で一条家を継いだ一条昭良の男系後裔。

詳細は皇別摂家#系図も参照のこと。

## 栄典
位階
- 1918年（大正7年）11月11日 - 従四位[8]
- 1923年（大正12年）11月20日 - 正四位[9]
- 1929年（昭和4年）12月2日 - 従三位[10]
- 1944年（昭和19年）12月28日 - 従二位[11]

勲章等
- 1920年（大正9年）11月1日 - 戦捷記章[12]
- 1929年（昭和4年）1月30日 - 勲四等瑞宝章[13]